# ميغازول
ميغازول (CL 64855) بالإنجليزية (Megazol) هو نيتروايميدازول ويعالج بعض  العدوات الطفيلية.
وجدت دراسة  للنيترويميدازول  على أنه دواء فعال للغاية ضد  التريبانوسوما الكروزية والبروسيَّة التي تسبب مرض داء شاغاس ومرض النوم الأفريقي، على التوالي. الدواء هو أكثر فعالية بكثير من العلاج بنزينيدازول القياسية (لداء شاغاس) الذي يعتبر المعيار الذهبي.   هذا على الرغم من أن الأنواع الأخرى من النيترواميدازول  أثبتت عدم فعاليتها ضد هذه العوامل الممرضة.